# Kościół św. Jakuba Większego Apostoła w Sokolnikach
Kościół św. Jakuba Większego Apostoła w Sokolnikach – neobarokowy kościół katolicki, położony we wsi Sokolniki, w województwie wielkopolskim, w powiecie wrzesińskim, w gminie Kołaczkowo.
Początki istnienia parafii w Sokolnikach datuje się na XIII wiek. W 1416 miała miejsce konsekracja ówczesnego kościoła. Obecna świątynia w stylu neobarokowym, została wybudowana 1926 według projektu Stefana Cybichowskiego i konsekrowana przez kard. Augusta Hlonda 28 sierpnia 1932. Jest jedną z 10 parafii leżącą w granicach dekanatu miłosławskiego. Erygowana w XIII wieku. 6 sierpnia 2009 Zarząd Województwa Wielkopolskiego zabezpieczył dotację przeznaczoną na remont kościoła. Odpust w parafii obchodzony jest w lipcu, w dzień św. Jakuba.

## Galeria

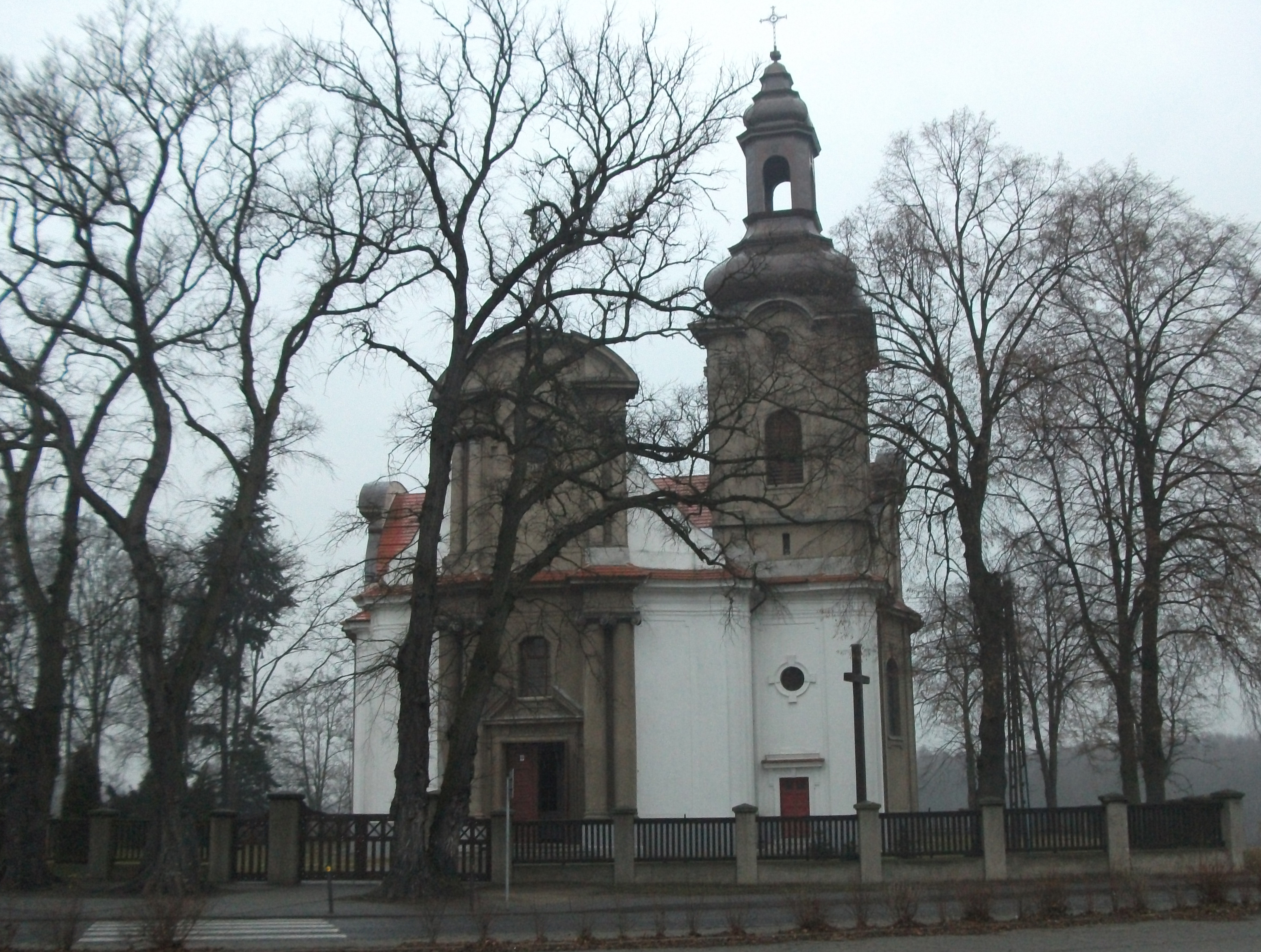
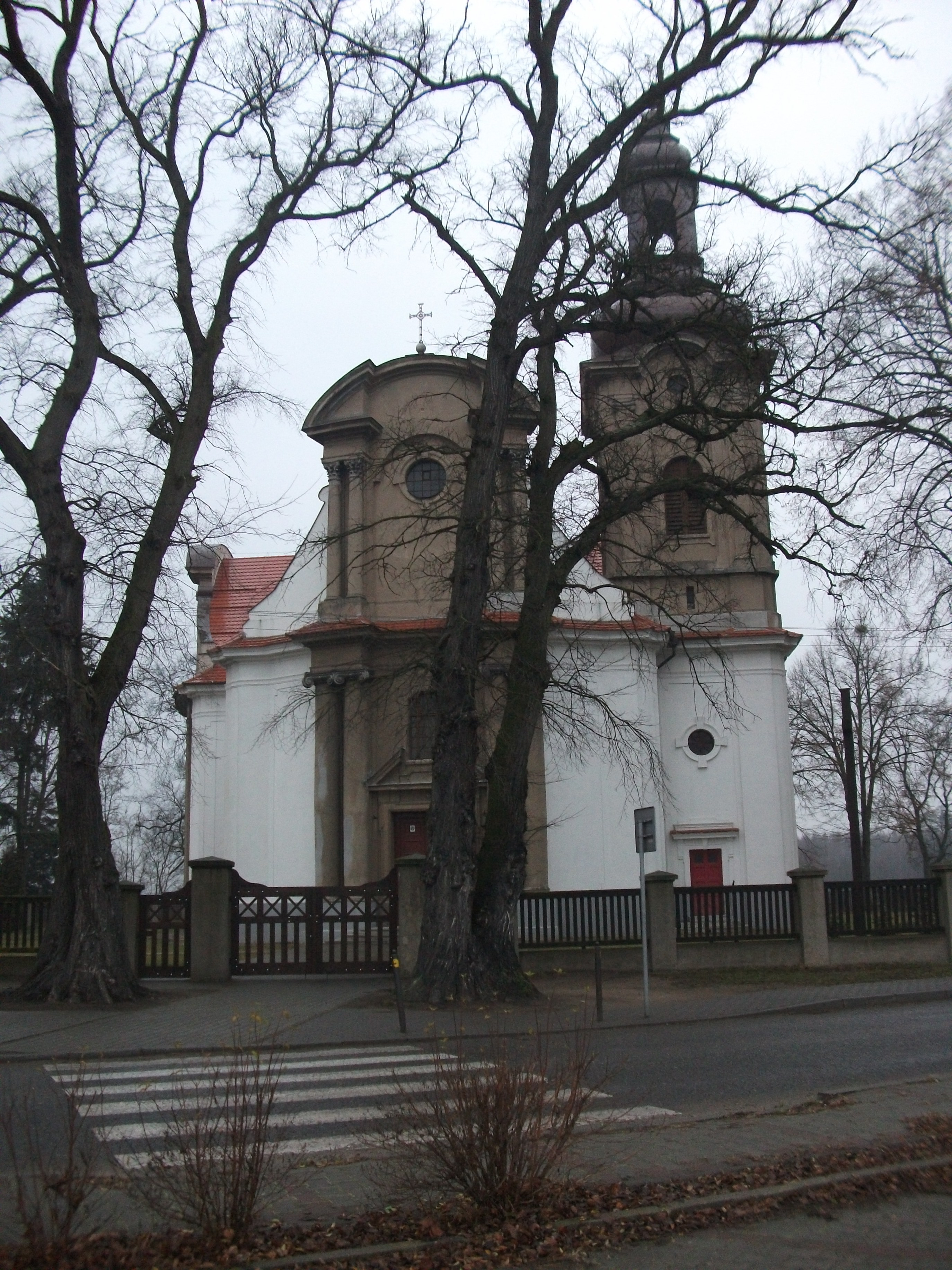
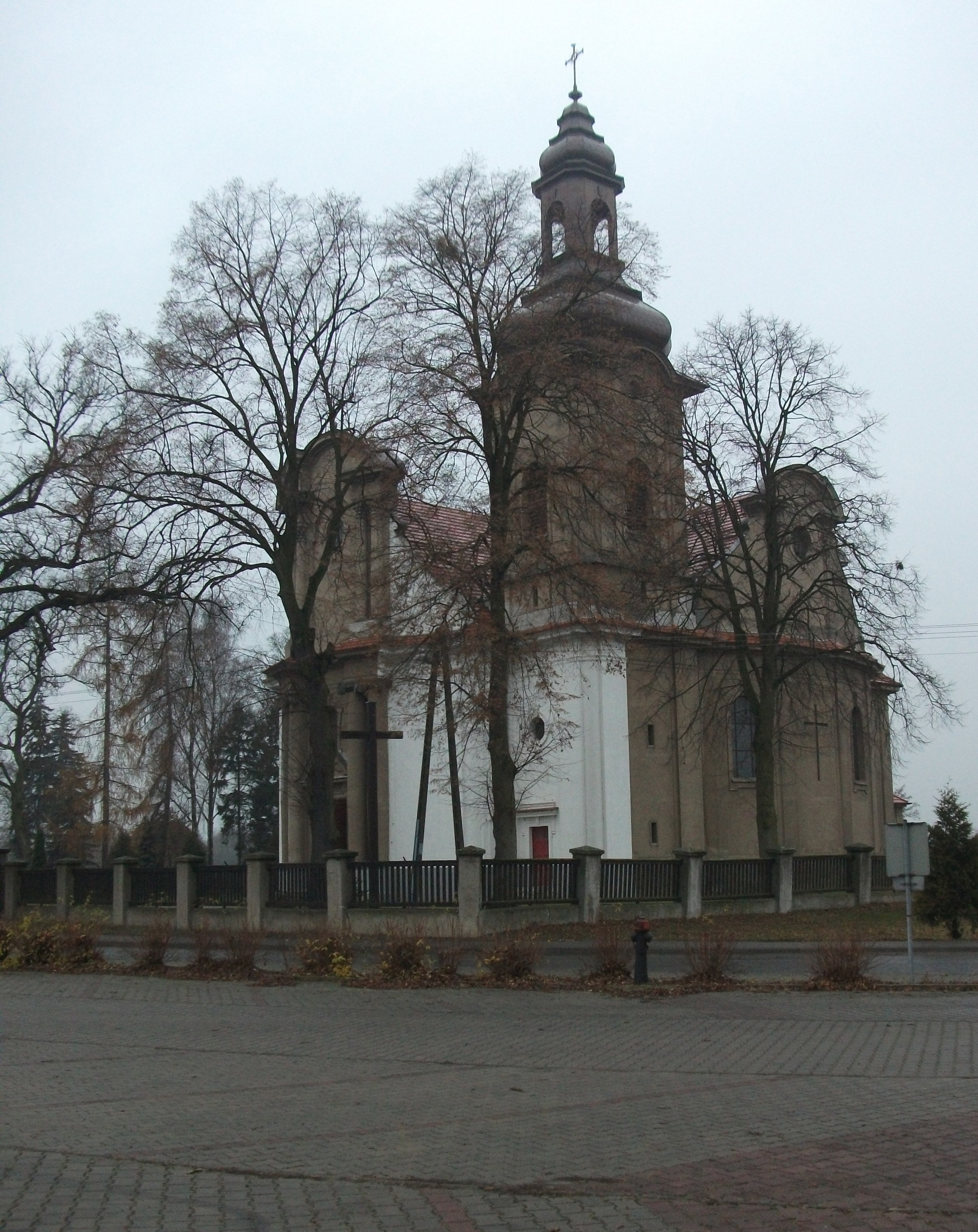
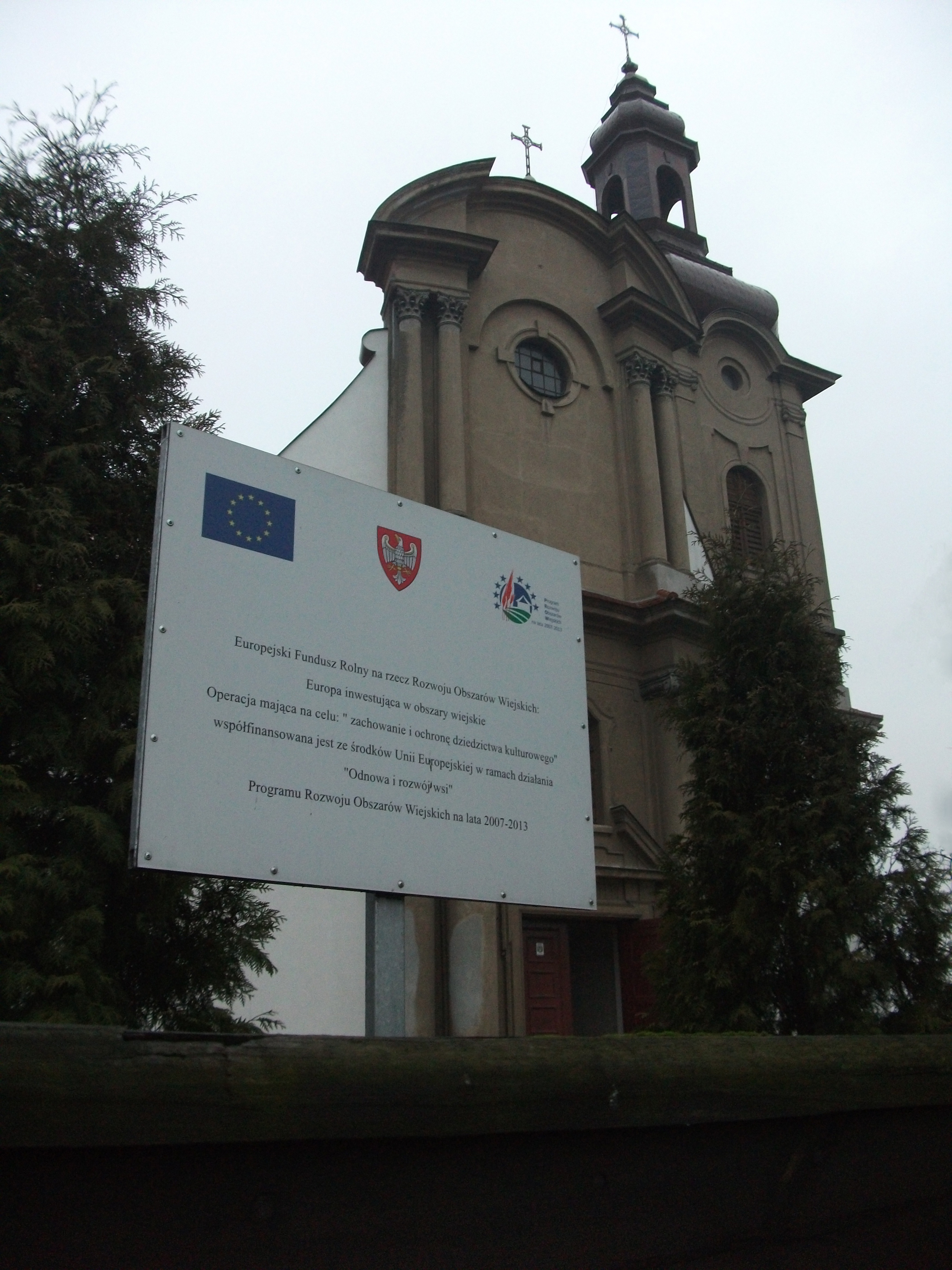
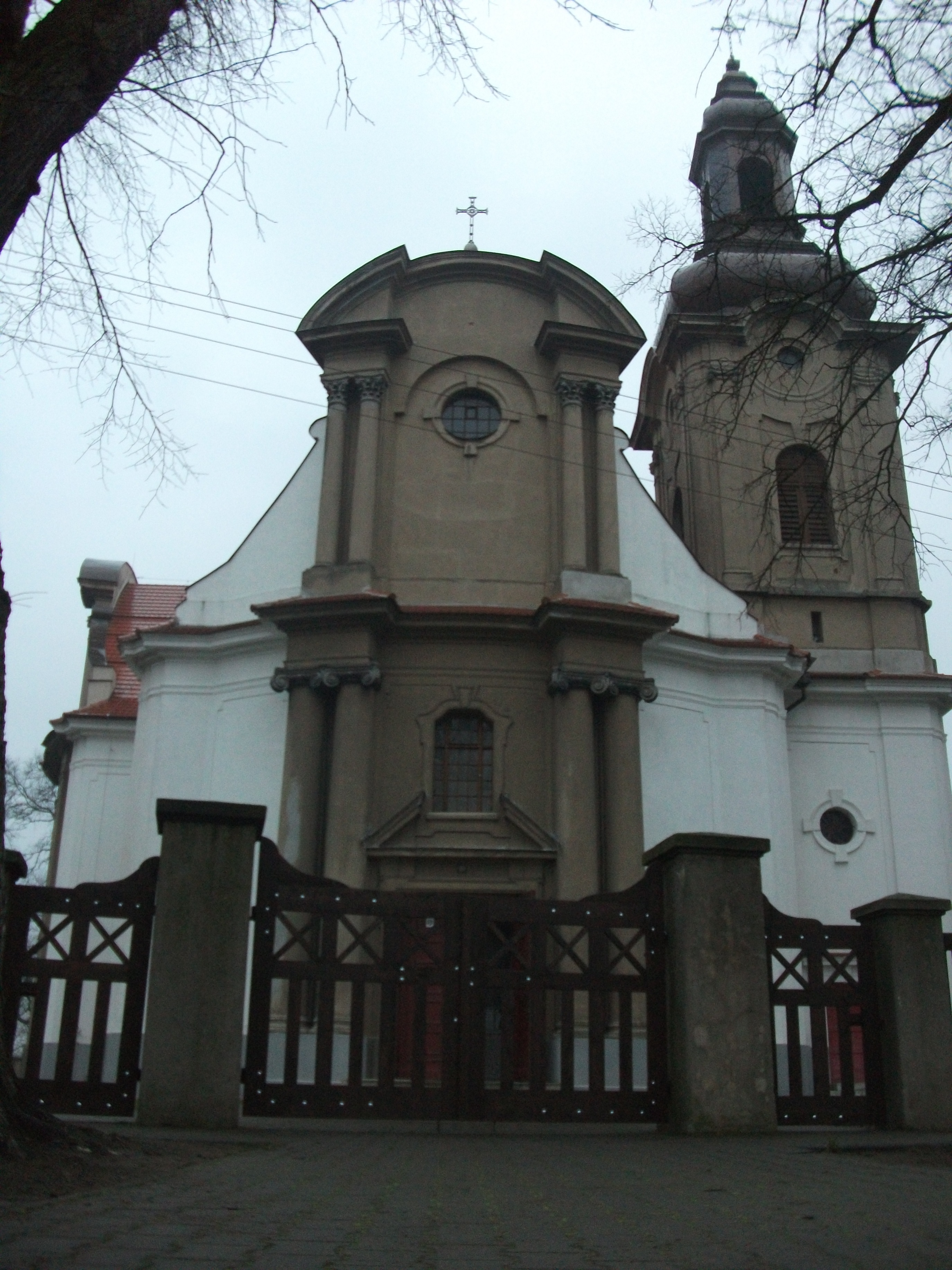
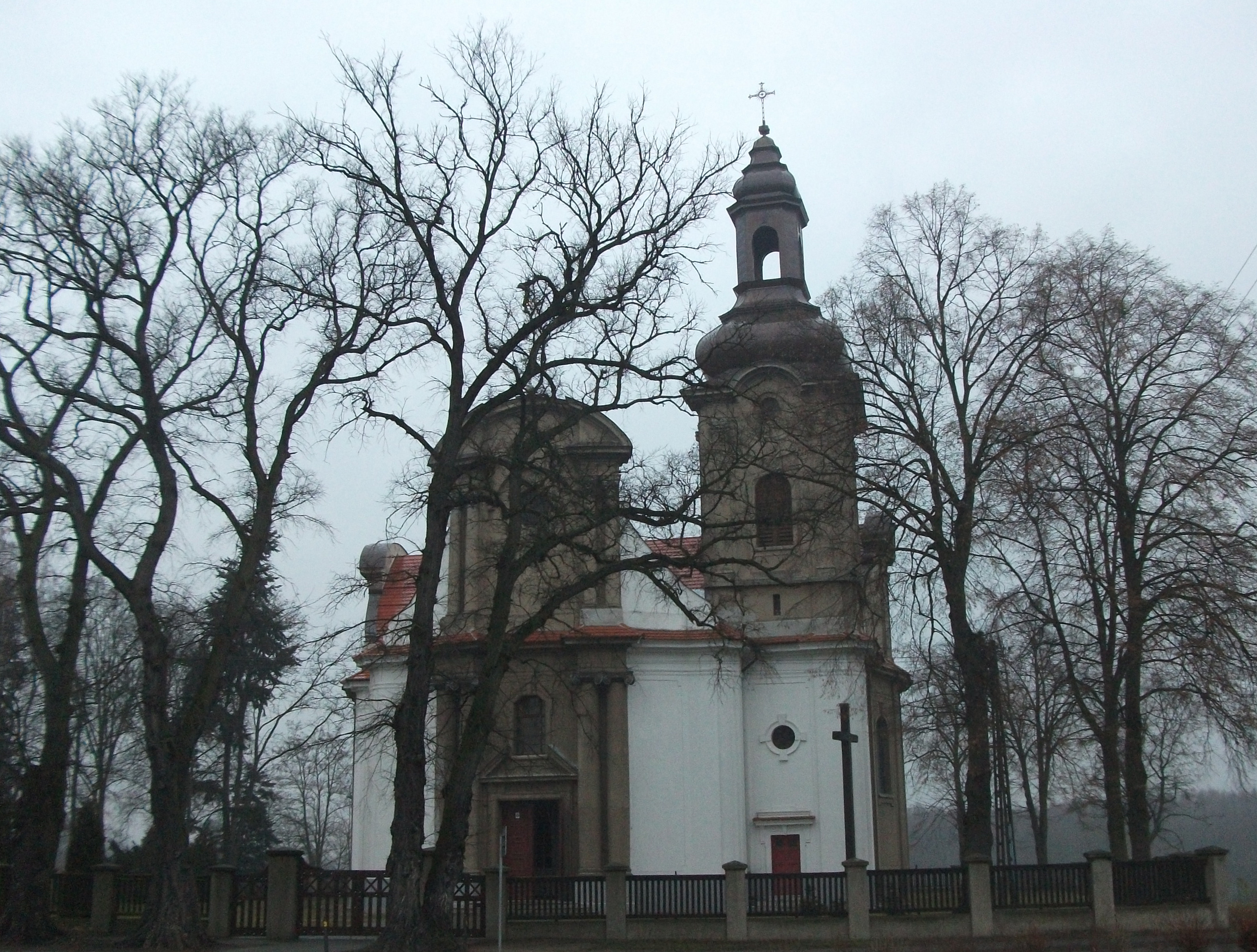